# 沙俄外阿穆尔军区司令部旧址
沙俄外阿穆尔军区司令部旧址是黑龙江省哈尔滨市的一座历史建筑，位于南岗区西大直街23-33号。

## 历史
1898年6月，沙俄在中东铁路附属地成立护路军。司令部设在香坊。1901年升格为外阿穆尔军区。1904年，在南岗大直街建造司令部。中西合壁风格。1906年火灾后重建。改为俄式建筑风格。1920年3月，中国军队解除护路军武装，接管路务。1932年后由日军占据。1950年改为哈尔滨铁路卫生学校。现在是黑龙江省中医研究院分院。2007年9月30日，成为哈尔滨市文物保护单位。